# Jonathan King
Jonathan King, nato Kenneth George King (Londra, 6 dicembre 1944), è un cantautore, produttore discografico, imprenditore ed ex conduttore televisivo e radiofonico britannico.

## Biografia
King divenne famoso sulla scena musicale britannica nel 1965, quando scrisse e registrò la canzone Everyone's Gone To The Moon, raggiungendo il successo in Gran Bretagna e in America, tutto ciò mentre era ancora uno studente. Sempre nel 1965 divenne produttore della band Hedgehoppers Anonymous e scrisse la canzone It's Good News Week che divenne una hit popolare in Inghilterra. Da allora in poi, la figura di King divenne onnipresente nel mondo del pop britannico.
Dopo il diploma (1966) lavorò in un programma televisivo, Good Evening. Dopo poco tempo Sir Edward Lewis, presidente e fondatore della Decca Records, gli propose un contratto con l'etichetta. Cosi King divenne il suo consulente della nuova musica pop britannica. All’inizio del 1967 conobbe un gruppo di giovani ragazzi inglesi, ancora sconosciuto, che chiamò Genesis, e a cui propose il loro primo contratto, della durata di cinque anni, che poi fu drasticamente ridotto per intervento dei genitori (gli interessati all'epoca avevano soltanto tra i 16 e i 17 anni). King produsse il loro primo album, From Genesis to Revelation, registrato nell’agosto del 1968 e pubblicato nel marzo 1969 per la Decca Records, ottenendo tuttavia scarso successo. La popolarità internazionale raggiunta dai Genesis negli anni seguenti indusse King a ripubblicare quell'unico album, sul quale aveva mantenuto i diritti, varie volte e con maggior fortuna.
Nel 1970 King lasciò la Decca, ma ciononostante continuò a produrre gruppi, anche minori, come The Weathermen ed altri più affermati come i 10cc. Nel frattempo continuò a comporre canzoni o a rivisitare canzoni altrui, come ad esempio Hooked On A Feeling, che nel 1971 trasformò in un successo pop, aggiungendovi l'introduzione "ooga chaka ooga ooga" poi ripresa nel 1974 dalla band svedese Blue Swede. Altro successo fu Una Paloma Blanca (1975) canzone scritta da George Baker che, nella versione di King, ebbe maggior successo. Si guadagnò anche l'approvazione di alcuni artisti affermati: Mick Jagger, per esempio, espresse apprezzamento la sua versione country di (I Can't Get No) Satisfaction. Nello stesso periodo, King divenne produttore del Rocky Horror Picture Show. Successivamente rientrò alla Decca ma non riuscì a risollevarne la crisi, iniziata ormai da tempo, così decise di fondare la propria etichetta discografica: UK Records
Nel 1989 fu pubblicato The Butterfly That Stamped, un doppio cd dove vengono raccolte le canzoni più divertenti e satiriche della carriera di King.
Nel 2001 King fu processato per abusi sessuali e sodomia ai danni di minorenni, e condannato a sette anni di reclusione.